# Polarisationsfilter
Ein Polarisationsfilter (kurz auch Polfilter) ist ein Polarisator für Licht, der auf Dichroismus beruht, also komplementär polarisiertes Licht absorbiert, statt es wie polarisierende Strahlteiler zu reflektieren. Dadurch eignet es sich, Lichtstrahlen, die in der „falschen“ Ebene schwingen, zu unterdrücken. Dies wird in der Fotografie unter anderem dazu verwendet, Spiegelungen auf nichtmetallischen Oberflächen zu unterdrücken oder hervorzuheben. Es ist auch möglich, Polarisationsfilter direkt bei einer Lichtquelle einzusetzen, um dadurch ein gleich schwingendes Licht zu erhalten. Hierbei ist zu beachten, dass der Polarisationsfilter eine beträchtliche Lichtmenge aussperren kann und diese Lichtmenge absorbiert, indem er sie in Wärme umwandelt.

Kamera-Polfilter in verschiedenen Orientierungen vor einem LCD-Monitor, der linear polarisiertes Licht abgibt. In schräger Stellung ist die Transmission deutlich vermindert, in Querstellung fast null.

## Geschichtliche Entwicklung
Einige Wissenschaftler nehmen an, dass bereits seefahrende Wikinger einen Polarisationsfilter (Sonnenstein) benutzten, um am trüben Himmel die Richtung zur Sonne festzustellen.
Bereits im 19. Jahrhundert, also in der Frühzeit der Fotografie, hat man erkannt, dass sich störende Glanzreflexe, etwa bei der Aufnahme von Ölbildern oder hinter Glas befindlichen Objekten, durch die Anwendung polarisierender Medien unterdrücken ließen.
Mangels Alternativen nutzte man zunächst entweder Nicolsche Prismen oder Turmalinkristalle.
Die Entdeckung der stark polarisierenden Wirkung von künstlich hergestellten Kristallen aus schwefelsaurem Jod-Chinin („Herapathit“) durch den englischen Arzt William Bird Herapath im Jahr 1851 führte auf Grund der geringen Größe von maximal 1 cm² der entstehenden Kristalle zunächst zu keiner praktischen Anwendung. Erst 1926 gelang es A. Zimmern in Paris, besser für optische Zwecke nutzbare flache Kristallblätter von 2–3 cm herzustellen.
Ferdinand Bernauer gelang es dann 1935, große, auch für fotografische Zwecke nutzbare großflächige, aber nur einen Bruchteil eines Millimeters dicke, monokristalline Flächenfilter aus schwefelsaurem Chinin herzustellen. Zur praktischen Anwendung wurden diese Kristalle zwischen zwei Glasplatten montiert. Die Firma Carl Zeiss übernahm die Produktion, zunächst zur Erinnerung an Herapath unter der Bezeichnung Herapathit-Filter, dann aber bereits ab 1936 unter dem Namen Bernotar.
Im Unterschied zu diesem Einkristallfilter stand der von Edwin Herbert Land nahezu gleichzeitig gemeinsam mit der Firma Kodak entwickelte Vielkristallfilter („Polaroid-Filter“). Bei diesem sind in einem Kolloid eine Vielzahl winziger, gleichgerichteter Herapathitkristallnadeln eingelagert.
Seit 1939 schließlich stehen außerdem noch großflächige dichroitische Folienfilter aus Zellulose-Farbstoffkomplexen („Cellipolar“) zur Verfügung.

## Funktionsweisen der Polarisationsfilter
Polarisationsfilter verwenden Materialien, die meist aus langen Kettenmolekülen bestehen, die parallel zueinander ausgerichtet sind. Eine elektromagnetische Welle, deren E-Feld-Vektor (Vektoren der elektrischen Feldstärke) in Richtung der Stege dieser Kettenmoleküle liegt, kann mit diesen gut wechselwirken und hierin in dieser Richtung sehr einfach Schwingungen anregen. Bei absorbierenden Polarisationsfiltern wird diese Welle von Filter absorbiert. Eine Welle, deren E-Feld hingegen senkrecht zur Richtung der langen Kettenmoleküle schwingt, kann hingegen kaum Schwingungen anregen. Die Welle passiert den Filter.
Insgesamt kann unterschieden werden:

### Reflektierende Polarisatoren

Der Wire-Grid-Polarisator konvertiert unpolarisiertes licht in Licht mit einer Polarisationsrichtung. Die farbigen Pfeile zeigen den jeweiligen elektrischen Feldvektor. Die vertikalen Komponenten werden durchgelassen, während die horizontalen Komponenten reflektiert werden (nicht dargestellt).

Reflektierende Polarisatoren lassen die gewünschte Polarisation durch und reflektieren den Rest. Ein Beispiel dafür sind Wire-Grid-Polarisatoren, die aus einer Vielzahl von dünnen, parallel zueinander angeordneten Drähten bestehen. Licht, das in Richtung dieser Drähte polarisiert ist, wird reflektiert, während senkrecht zu diesen polarisiertes Licht durchgelassen wird. Andere reflektierende Polarisatoren nutzen den Brewster-Winkel. Der Brewster-Winkel ist ein besonderer Einfallswinkel, bei dem nur s-polarisiertes Licht reflektiert wird. Der reflektierte Strahl ist s-polarisiert und der durchgelassene Strahl wird teilweise p-polarisiert.

### Dichroitische Polarisatoren
Dichroitische Polarisatoren absorbieren eine bestimmte Polarisation des Lichts und lassen den Rest durch. Moderne Nanopartikelpolarisatoren sind dichroitische Polarisatoren.

### Doppelbrechende Polarisatoren
Doppelbrechende Polarisatoren nutzen die Abhängigkeit des Brechungsindex von der Polarisation des Lichts. Verschiedene Polarisationen werden bei unterschiedlichen Winkeln gebrochen.
Dies kann zur Auswahl bestimmter Polarisationen des Lichts genutzt werden.

## Lineare Polarisationsfilter
Linear polarisierende optische Filter werden meist nach dem von Edwin Herbert Land entwickelten Verfahren aus makromolekularen Folien hergestellt, die in einer Richtung plastisch gedehnt werden. Dieses Recken richtet die Moleküle parallel aus. Eindiffundiertes Jod lagert sich an diese Ketten an und stellt Ladungsträger zur Verfügung, die in Richtung der Kettenmoleküle beweglich sind, was zur Absorption der dazu parallelen elektrischen Feldkomponente führt. Diese H-Filter genannten Polarisationsfilter sind, wie die zuvor von Land entwickelten Folien mit eingelagerten Herapathit-Kristallen (J-sheet genannt), unter der Marke Polaroid bekannt geworden.
Ideale lineare Polarisatoren werden durch das Gesetz von Malus beschrieben.

## Zirkulare Polarisationsfilter
Typische zirkulare Polarisationsfilter, wie sie unter anderem in der Fotografie oder der 3D-Technik eingesetzt werden, bestehen wie Zirkularpolarisatoren allgemein aus zwei direkt hintereinander geschalteten optischen Elementen: einem linearen Polarisationsfilter und einer λ/4-Verzögerungsschicht bzw. -Plättchen. – Diese sind bei zirkularen Polarisationsfiltern stets fest miteinander verbunden. Zunächst passiert (unpolarisiertes) Licht einen linearen Polarisationsfilter, der je nach Drehwinkel eine bevorzugte Polarisationsrichtung hindurchlässt – die andere Komponente wird reflektiert, bzw. absorbiert. Anschließend fällt das linear polarisierte Licht auf das zweite Element, die λ/4-Verzögerungsschicht, dessen optische Achse um +45° bzw. −45° gegenüber dem linearen Polarisationsfilter gedreht ist. Durch die 45°-Drehung kann das linear polarisierte Licht wiederum als Überlagerung zweier senkrecht zueinander, linear polarisierter Lichtstrahlen gleicher Phase aufgefasst werden. Die λ/4-Verzögerungsschicht bewirkt nun eine Phasenverschiebung von δ = π/2 der beiden linear polarisierten (Teil)strahlen. Das Ergebnis ist zirkular polarisiertes Licht, das je nach Verdrehung des linearen Polarisationselements und der λ/4-Verzögerungsschicht, links- bzw. rechts-händisch rotierend ist. Die Güte der zirkularen Polarisation hängt stark vom Wirkungsgrad des linearen Polarisationselements und der exakten Ausrichtung der λ/4-Verzögerungsschicht ab, da andernfalls Anteile anderer Polarisation zur λ/4-Verzögerungsschicht geraten und eine von 45° verschiedene Drehung elliptisch polarisiertes Licht erzeugt.
„Echte“ zirkulare Polarisationsfilter erzeugen zirkular polarisiertes Licht direkt aus unpolarisiertem Licht, indem chirale Moleküle die Komponente mit entgegengesetzter Chiralität absorbieren, siehe Circulardichroismus.
Eine weitere Möglichkeit, zirkular polarisiertes Licht zu erzeugen, ist das Fresnelsche Parallelepiped. Seine Funktion basiert nicht auf Doppelbrechung oder Circulardichroismus, sondern auf der Totalreflexion von zunächst 45° linear polarisiertem Licht in einem Glaskörper spezieller Geometrie. Es wird in der Regel nicht als zirkulares Polarisationsfilter bezeichnet.

## Anwendung in der Fotografie
In der Fotografie werden Polarisationsfilter unterschiedlich eingesetzt:
- Unerwünschte Reflexionen von glatten, nichtmetallischen Oberflächen (z. B. Wasser, Glas) lassen sich unterdrücken. An nichtmetallischen Oberflächen wird Licht mit senkrechter Polarisation merklich stärker reflektiert, insbesondere wenn der Austrittswinkel zur Oberfläche etwa 30° bis 40° beträgt, also nahe dem Brewster-Winkel liegt. Wenn der Polarisationsfilter geeignet ausgerichtet ist, werden die reflektierten Lichtwellen unterdrückt, so dass der unpolarisierte Hintergrund nicht von den Reflexionen überstrahlt wird. So ist es z. B. möglich, störende Reflexionen auf Fensterscheiben oder Wasseroberflächen auszublenden.
- Die Grünwiedergabe von Laub und Gräsern wird verbessert, weil der Polarisationsfilter störende (blaue) Reflexe des Himmels teilweise unterdrückt.
- Das Blau eines wolkenlosen Himmels ist teilweise polarisiert. Mit Hilfe eines Polarisationsfilters kann ein Großteil des hellen Himmels zurückgehalten werden, so dass der Himmel auf dem Foto dunkler und somit kräftiger in seiner Farbe erscheint. Weiße Wolken treten deutlicher vor dem blauen Himmel hervor. Dieser Effekt tritt besonders stark im Winkel von 90° zur Sonne auf, bei anderen Winkelwerten geringer bis gar nicht. Am deutlichsten wird das beim Fotografieren mit einem extremen Weitwinkelobjektiv: oft ist der Himmel auf einer Seite des Fotos fast schwarz, auf der anderen Seite hellblau.
- Beim Fotografieren eines Regenbogens bewirkt ein Polfilter in seinen beiden Extremstellungen folgendes: Da die Farbenlinien polarisiertes Licht sind, werden sie bei geeigneter Polarisation unterdrückt – kein Regenbogen ist sichtbar. Dreht man den Polfilter 90° aus dieser Position heraus, wird der Regenbogen fast vollständig durchgelassen, das zufällig polarisierte Licht der Wolken rundherum wird zu etwas mehr als der Hälfte geschluckt. Relativ zur Umgebung scheint der Regenbogen so viel kräftiger.
- Unerwünschte Reflexionen an metallischen Oberflächen können beim Einsatz von Kunstlicht durch den Einsatz von Polarisationsfiltern an der Kamera und an den Beleuchtungskörpern unterdrückt werden. Da der finanzielle Aufwand durch die teuren großformatigen Filterfolien für die Scheinwerfer sehr hoch ist, wird dieses Verfahren jedoch nicht im nennenswerten Umfang eingesetzt. Alternativ kann auch mit einem Blitz und Polarisationsfiltern gearbeitet werden („Kreuzpolblitzen“). Da der Polarisationsfilter hier an der Lichtquelle eingesetzt wird, ist jedoch die Gefahr groß, dass der Polarisationsfilter überhitzt, wenn man nicht für eine ausreichende Wärmeabführung sorgt.

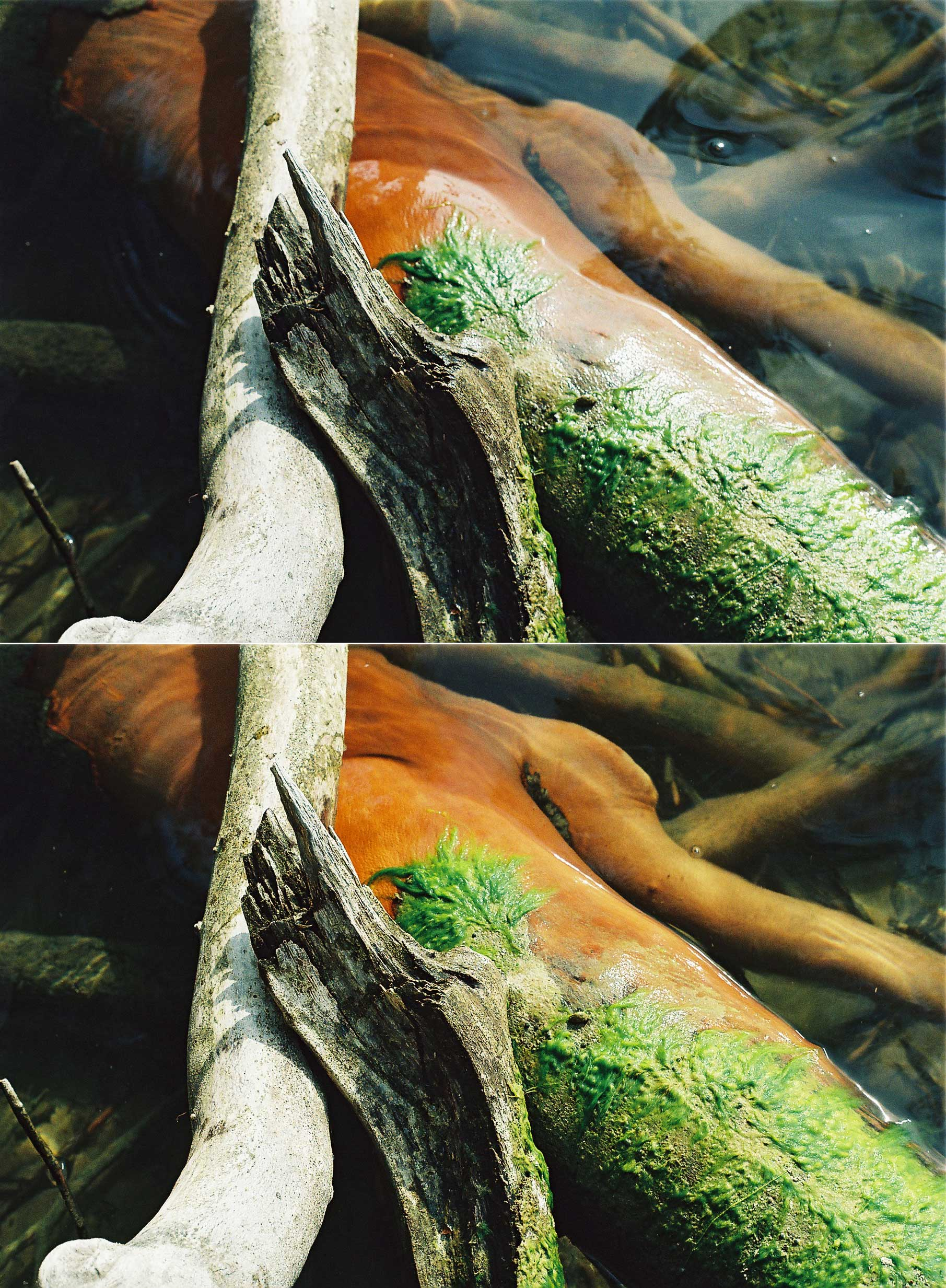
Fotografische Aufnahme: oben ohne Polfilter, unten mit
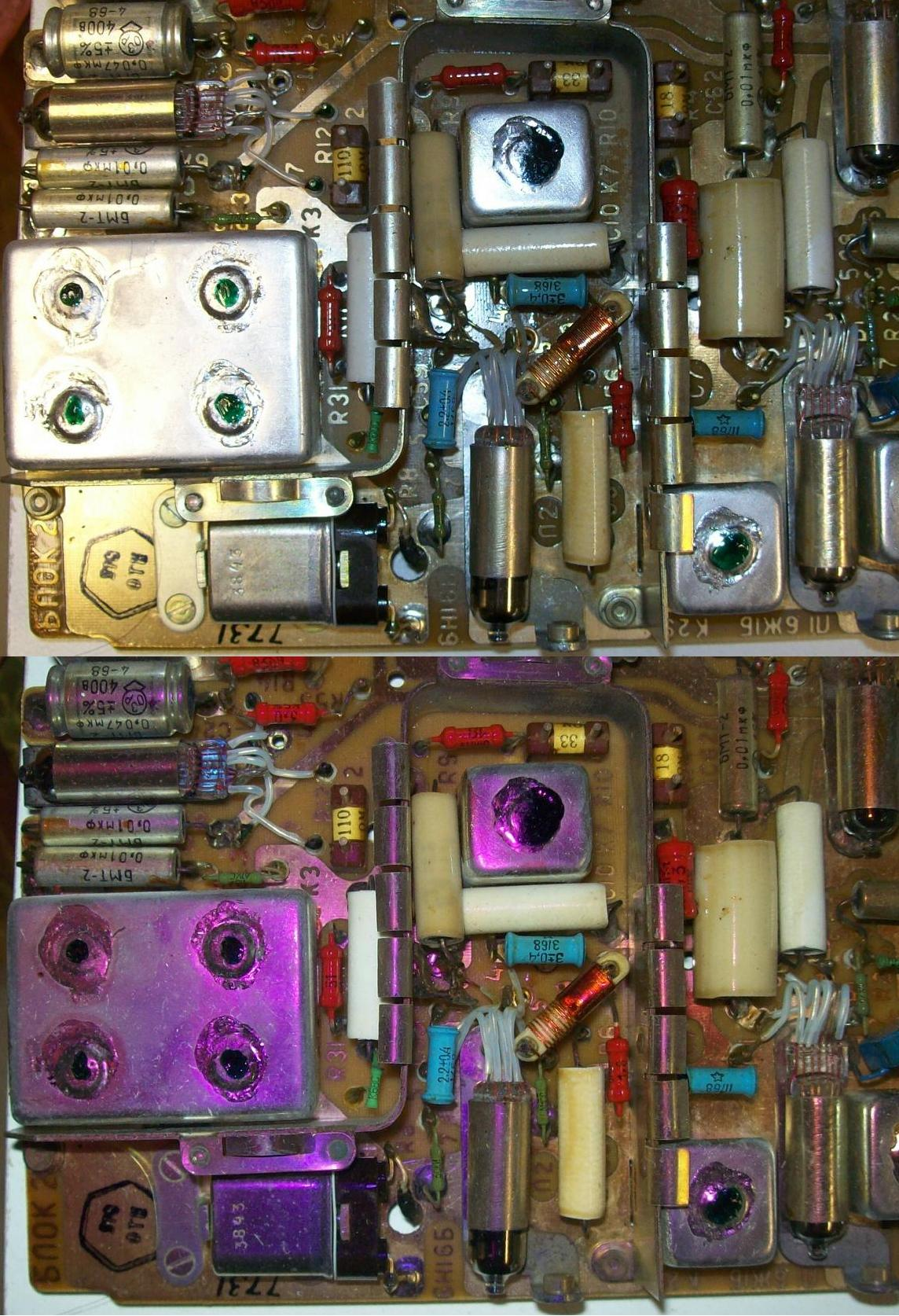
Foto (Kamerablitz) ohne und mit eigentlich für Monitore vorgesehenem Zirkularpolarisationsfilter: metallische Reflexe verschwinden
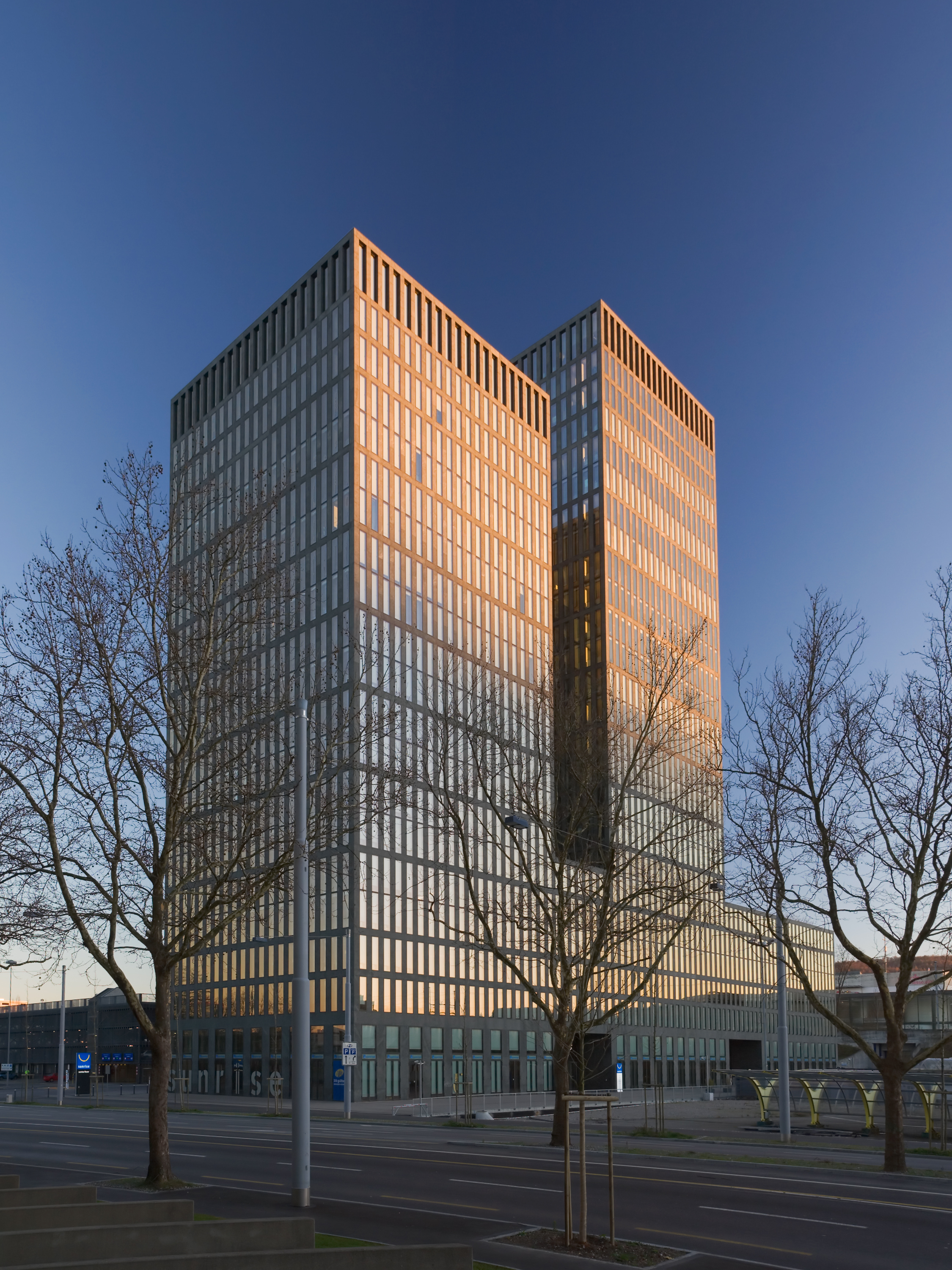
Ein genau 90° zur Sonne aufgenommenes Bild mit Polfilter und Weitwinkelobjektiv: In der Mitte ist der Himmel am dunkelsten, gegen beide Seitenränder wird er heller
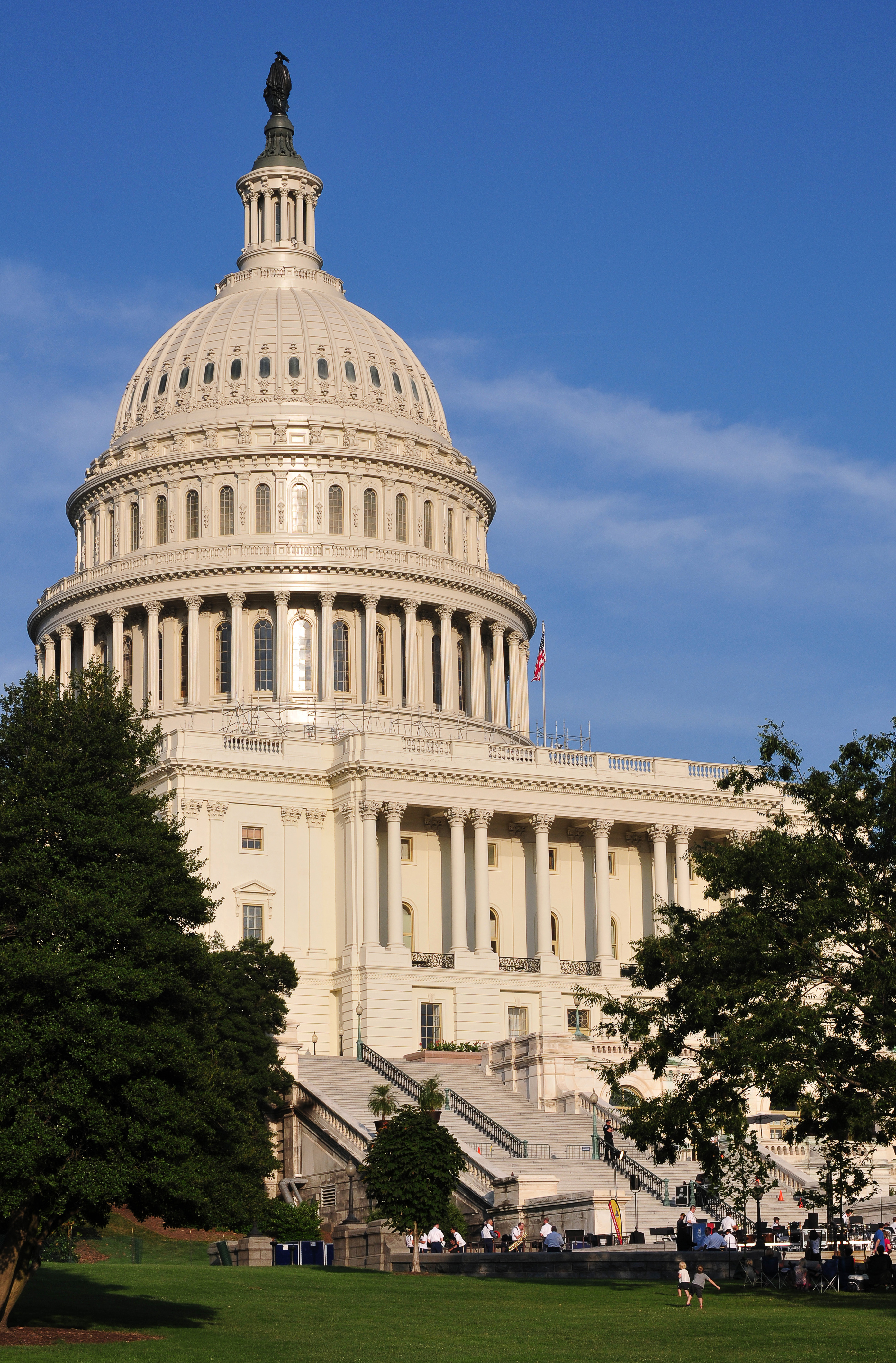
Wird der Filter nur sparsam eingesetzt, erscheinen die Farben halbwegs natürlich

### Besonderheiten bei der Fotografie
Im Gegensatz zu älteren Kameras ohne Autofokus, Innen-Belichtungsmessung u. dgl., aber auch digitalen Kompaktkameras ohne halbdurchlässigen Spiegel, bei denen man auch auf einfache lineare Polarisationsfilter zurückgreifen kann, müssen bei modernen analogen und digitalen Spiegelreflexkameras lineare Polarisationsfilter mit nachfolgender Zirkularpolarisation durch eine so genannte λ/4-Verzögerungsplatte verwendet werden. Linear polarisiertes Licht kann nämlich in einigen Bauelementen solcher Kameras (z. B. dem Autofokus oder der Innen-Belichtungsmessung) zu falschen Messergebnissen führen, und damit zum Beispiel zu Fehlfunktionen des Autofokus. Aus diesem Grunde haben sich heute auf dem Markt überwiegend zirkulare Polarisationsfilter (CPL) durchgesetzt.
Aufgrund ihres asymmetrischen Aufbaus ist die Wirkung zirkularer Polarisationsfilter auf linear polarisiertes Licht (wie z. B. Reflexionen) nur dann erkennbar, wenn man von der Seite mit dem λ/4-Plättchen her durchblickt (bei Kamerafiltern ist dies die Seite mit dem Objektivgewinde). In „falscher“ Richtung dagegen erzeugt das λ/4-Plättchen aus der linearen eine elliptische oder zirkulare Polarisation, die vom nachfolgenden Polarisationsfilter nur noch teilweise unterdrückt werden kann.
Wenn man zwei lineare Polarisationsfilter hintereinander anordnet und gegeneinander verdreht (bei 90° zueinander: „gekreuzt“, „Kreuzpol“), erhält man die Wirkung eines stufenlos verdunkelbaren Graufilters. Will man den Effekt auf aktuellen Kameras nutzen, so geht dies in dieser Anordnung:
- Der Filter, der motivseitig (vorne) aufgeschraubt ist, muss entweder ein linearer oder ein verkehrt herum benutzter zirkularer sein.
- Der kameraseitig (hintere) sollte ein zirkular polarisierender Filter sein, damit die Polarisation des vorderen Filters nicht die Belichtungsmessung beeinflusst.

Viele gängige Filter weisen im Blaubereich keine große Sperrwirkung mehr auf. Verwendet man solche gekreuzt, so erhält man ein blaustichiges Bild bei nur mäßiger Abdunkelung.
Durch die Filterung einer Polarisationsrichtung wird der Lichtstrom halbiert. Durch zusätzliche Verluste (Spiegelungen an der Filteroberfläche oder Absorption im Filterglas) kann die Transmission eines Polfilters zusätzlich verringert sein. Polfilter reduzieren die auf die Bildebene einfallenden Lichtstrom um mindestens eine, häufig anderthalb und teilweise bis zu zwei Blendenstufen.

### Verstärkung von Farben und Kontrasten
Im folgenden Beispiel wurde das Motiv zuerst ohne Polfilter und unmittelbar danach mit Polfilter fotografiert. Die Farben des Himmels und der Meeresoberfläche wirken durch den Polfilter gesättigter und der Kontrast nimmt zu. Auch das Laub erscheint durch den Filter bunter, zugleich flächiger (weniger räumlich) und matter, weil der Filter das Glänzen der Blätter schluckt, welches dem Betrachter Information über die dreidimensionale Form und die Oberflächenbeschaffenheit der Blätter liefert.
| Ohne Polarisationsfilter | Mit Polarisationsfilter |
| ------------------------ | ----------------------- |
|                          |                         |
|                          |                         |
|                          |                         |

### Vermeidung von Spiegelungen
Das folgende Beispiel zeigt, wie ein linearer Polarisationsfilter die Sichtbarkeit von Spiegelungen an nichtmetallischen Oberflächen beeinflusst, z. B. Lack, Glas und Wasser. Polarisationseffekte an metallischen Oberflächen sind deutlich schwächer ausgeprägt.
|  |  |  |

Beispiele für die Auswirkung eines Polfilters:
- Links: Motiv ohne Polfilter
- Mitte: Die besonders auffälligen Spiegelungen des Hauptmotivs (Auto) werden hervorgehoben, da die Polarisationsebene des Filters gleich der Polarisationsebene der dominanten Reflexionen ist. Die andere Orientierung der Fensterscheiben rechts im Bild bewirkt eine Polarisation, die den Polfilter den Reflex absorbieren lässt. Das Licht, das beispielsweise von den Blättern reflektiert wird, hat viele Polarisationsebenen und wirkt in seiner Gesamtheit unpolarisiert. Dort wirkt der Polfilter wie ein Graufilter.
- Rechts: Die Spiegelungen des Hauptmotivs werden stark gedämpft; man kann durch die Windschutzscheibe des Wagens hindurchsehen. Die automatische Belichtungskorrektur der Kamera hat die Helligkeit des Hintergrundes angehoben.

Bei genauerer Betrachtung ist hier noch zu erkennen, dass der Reflex der Motorhaube nur in einem mittigen Fleck stark abgedunkelt erscheint, jedoch nicht an ihrer Vorderkante, wo der Reflex außerhalb des Brewster-Winkels auftritt und nicht am linken hinteren Eck. Auch am hier angrenzenden Eck und der im Bild rechten Hälfte der Windschutzscheibe bleiben Himmelsreflexe graduell erhalten.
Eher parallel zur Polfilter-Richtung polarisiertes Licht bleibt hell: Besonders der helle schmale Streifen Himmel am Kotflügel-Blech links und der bräunliche Reflex auf Scheibe und Lack, der von der gelben Hauswand rechts herrührt.
Vergleicht man die Hauswand in den Bildern (rechter Bildbereich), so erreicht die Anhebung der Helligkeit durch die automatische Belichtungskorrektur im mittleren Bild nicht ganz das Niveau des ungefilterten Bildes (links); im rechten Bild wird dagegen die Belichtung (bezogen auf die Hauswand im ungefilterten Bild) überkorrigiert.

### Polarisationsfilter mit besonderen Farbeffekten
Bei den üblichen Polarisationsfilter sind Farbveränderungen nicht erwünscht. Ein sogenannter Warming Polarizer nimmt einen Teil des blauen Lichts heraus, wirkt also wie eine Kombination aus Polarisationsfilter und einem leichten Gelbfilter. Rote, gelbe und grüne Farben werden betont und vermitteln einen wärmeren Bildeindruck.
Es gibt spezielle Polarisationsfilter, die polarisiertes Licht in bestimmten Farben betonen. Je nach Stellung des Filters und Polarisationsrichtung sind das unterschiedliche kontrastierende Farben. Die dadurch erzielten Aufnahmen erfahren deutliche Farbveränderungen. Es gibt solche Polarisationsfilter für Grün und Rot sowie für Gelb und Blau. Der Gelb-und-Blau-Filter wird auch als Gold-N-Blue Filter vermarktet. Der Einsatzbereich ist meistens in der Landschaftsfotografie. An trüben Tagen kann man damit an einem grauen Himmel oder Gewässer künstliche blaue und gelbe Farben erzeugen. Der Rot-Grün-Filter wird in der professionellen Fotografie kaum eingesetzt, da die Ergebnisse sehr künstlich wirken nur selten ästhetisch ansprechend sind. Der automatische Weißabgleich in Digitalkameras funktioniert mit solchen Filtern nicht richtig.

### Ersatz durch Filter in der digitalen Nachbearbeitung
In vielen Bildbearbeitungsprogrammen kann die Funktion des Polarisationsfilters, Farben oder Kontraste zu verändern, manuell oder durch digitale Filter prinzipiell ebenfalls durchgeführt werden. Da dem Bildbearbeitungsprogramm i. A. keine Information über die Polarisation des einfallenden Lichts vorliegt, kann dadurch die Funktion des Polarisationsfilters allenfalls angenähert werden.
Reflexionen können durch digitale Filter im Nachhinein nicht entfernt werden, da durch das Erreichen des Sättigungswerts ein Informationsverlust im Bild entsteht. Eine Reflexion kann höchstens manuell retuschiert werden.

## Allgemeine Anwendungen

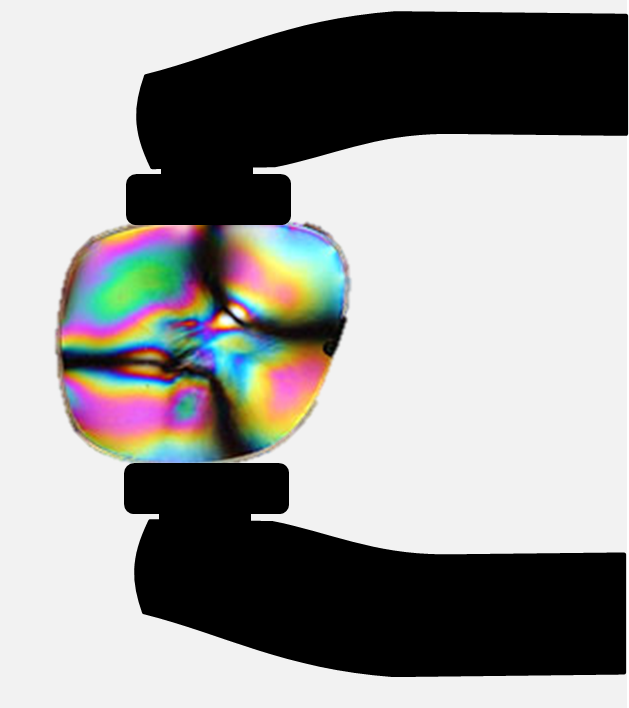
Demonstration mechanischer Spannung bei Verformung

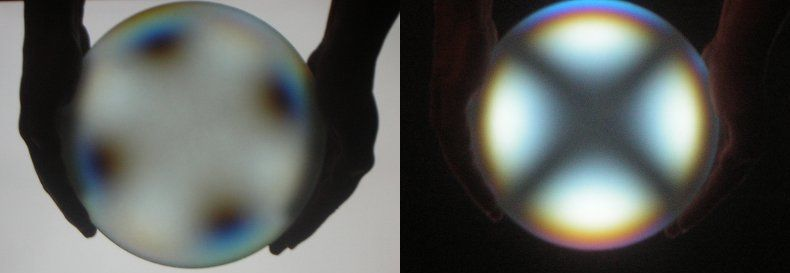
Spannungen in Glas

- In der Spannungsoptik wurden mechanische Beanspruchung (Spannungen und Spannungsspitzen) in technischen Bauteilen sichtbar gemacht, indem man die Bauteile aus Plexiglas nachbildete und zwischen Polarisationsfilter setzte. Die Spannungen führen zu farblich veränderten Linien, die durch ihre Dichte die Höhe der Spannung anzeigen. Inzwischen wurde das Verfahren durch die rechnerische Bestimmung der Spannungen mittels Finite-Elemente-Methode abgelöst, das nicht auf zwei Dimensionen beschränkt ist. Verformt man eine durchsichtige Linse aus Kunststoff zwischen zwei gekreuzten Polarisationsfiltern, wird die Polarisationsebene in Abhängigkeit von der Kraft verdreht. Im durchscheinenden Licht erkennt man farbige Strukturen.
- Polarisationsfilter werden in wissenschaftlichen Instrumenten, z. B. Polarisationsmikroskopen, benutzt, um Strukturen in Dünnschliffen deutlicher hervortreten zu lassen. In Polarimetern werden zwei Polarisationsfilter zur Messung der optischen Aktivität organischer Stoffe verwendet.
- Eines der Verfahren zur Projektion von 3D-Filmen setzt Polarisationsfilter ein, um die beiden von zwei verschiedenen Punkten aufgenommenen, übereinander projizierten Bilder den rechten bzw. linken Augen zuzuführen.
- In den 1950ern wurden Polarisationsfilter als „sky compass“ für die Bestimmung des Sonnenstandes bei trübem Himmel in polaren Meeren zur Navigation verwendet, wo auch der Magnetkompass wenig hilfreich ist. Eine entsprechende Verwendung eines „Sonnensteins“ durch Wikinger bereits im 9. bis 11. Jahrhundert wird vermutet.
- Lineare Polarisationsfilter sind unverzichtbare Bauelemente von Flüssigkristallbildschirmen.
- Polarisationsfilter – mit vertikaler Polarisationsrichtung – werden auch für Sonnenbrillen verwendet, die dann Polbrille oder „Anglerbrille“ genannt werden. Anglern öffnet sich damit – nur nahe dem Brewster-Winkel – ein dunkles Fenster durch den Lichtreflex von Himmel und Sonne für den Blick ins ebene Wasser. Auch Bootfahrer profitieren – besonders bei mittelhohem Sonnenstand – solange auch sie den Kopf nicht seitwärts neigen. Zu Fuß und per Rad erscheint die Struktur des Pflasters nur im Bereich von zwei bis drei Schritte vor einem bei Gegenlicht klarer, weil reflexgemindert, man sieht dort bis auf den Grund einer Wasserpfütze. Für den seitlich schrägen Blick in ein Schaufenster längs des Wegs ist eine derartige Brille jedoch kontraproduktiv, sie hebt diesen Reflex auf der – senkrechten – Glasscheibe hervor. Autofahrern wird der Reflex von der eigenen Motorhaube gemildert, jedoch fast gar nicht der, der nachts von entfernten Autoscheinwerfern auf nasser Fahrbahn erzeugt wird, denn der Reflexwinkel ist zu flach.
- In der Augenheilkunde sind Polarisationsfilter Bestandteil der Testanordnungen bei der Untersuchung des Binokularsehens, insbesondere des räumlichen Sehens.[10]